# Spirostreptus punctilabrum
Spirostreptus punctilabrum är en mångfotingart som beskrevs av Newport. Spirostreptus punctilabrum ingår i släktet Spirostreptus och familjen Spirostreptidae. Inga underarter finns listade i Catalogue of Life.